# Lagdadra
Lagdadra (franska: Lagdadra (CR), Lagdadra (Commune Rurale), arabiska: كريمات) är en kommun i Marocko.   Den ligger i provinsen Essaouira och regionen Marrakech-Safi, i den centrala delen av landet, 400 km sydväst om huvudstaden Rabat. Antalet invånare är 6 878.